# Coupe du monde B de combiné nordique 2007
Navigation
2005 — 2006 2007 — 2008
| \| Klingenthal Chaux-Neuve Val di Fiemme Stryn Kuusamo \| Les sites des compétitions (manquent Steamboat Springs, Park City et Lake Placid) |
| Klingenthal Chaux-Neuve Val di Fiemme Stryn Kuusamo                                                                                         |

La coupe du monde B de combiné nordique 2006 — 2007 fut la dix-septième édition de la coupe du monde B de combiné nordique, compétition de combiné nordique organisée annuellement de 1991 à 2008 et devenue depuis la coupe continentale.
Elle s'est déroulée du 9 décembre 2006 au 18 mars 2007, en 18 épreuves.
Cette coupe du monde B a débuté comme la saison précédente : les premières épreuves eurent lieu dans le Colorado (États-Unis), dans la station de Steamboat Springs. Ensuite ce fut dans l'Utah, à Park City, puis dans l'état de New-York, à Lake Placid. Elle a ensuite fait étape
en Allemagne (Klingenthal),
en France (Chaux-Neuve),
en Italie, dans le Val di Fiemme,
en Norvège (Stryn),
pour s'achever en Finlande, à Kuusamo.
Elle a été remportée par le norvégien Einar Uvsløkk.

## Classement général
| Rang | Nom               | Points |
| ---- | ----------------- | ------ |
| 1    | Einar Uvsløkk     | 665    |
| 2    | Steffen Tepel     | 543    |
| 3    | Mikko Kokslien    | 481    |
| 4    | Marco Kuehne (pl) | 478    |
| 5    | Christian Beetz   | 452    |
| 6    | Sébastien Lacroix | 435    |
| 7    | Jonathan Felisaz  | 390    |
| 8    | Lukas Klapfer     | 370    |
| 9    | Matthias Menz     | 319    |
| 10   | David Zauner      | 300    |
| 11   | Jens Kaufmann     | 293    |
| 12   | Alfred Rainer     | 283    |

## Calendrier
| Date                     | Épreuve                             | Vainqueur                             | Deuxième                                       | Troisième                                  |
| 1 — 2. Steamboat Springs |                                     |                                       |                                                |                                            |
| 9/12/2006                | HS 127 / 15 km                      | Lukas Klapfer                         | Brett Camerota                                 | Tino Edelmann                              |
| 10/12/2006               | HS 127 / 7,5 km                     | Tino Edelmann                         | Christian Beetz                                | Mathieu Martinez                           |
| 3 — 4. Park City         |                                     |                                       |                                                |                                            |
| 15/12/2006               | Sprint HS 134 / 7,5 km              | Tino Edelmann                         | Lukas Klapfer                                  | Nicolas Bal                                |
| 16/12/2006               | Sprint HS 134 / 7,5 km              | Tino Edelmann                         | Nicolas Bal                                    | Steffen Tepel                              |
| 5 — 6. Lake Placid       |                                     |                                       |                                                |                                            |
| 20/12/2006               | Mass-start HS 100 / 10 km           | Tomaz Druml                           | Tino Edelmann                                  | Nicolas Bal                                |
| 21/12/2006               | Sprint par équipes HS 100 / 2 x7 km | Autriche- Lukas Klapfer - Tomaz Druml | Tchéquie- Aleš Vodseďálek - Martin Skopek (de) | Italie- Jochen Strobl - Giuseppe Michielli |
| 7 — 8. Klingenthal       |                                     |                                       |                                                |                                            |
| 8/01/2007                | Sprint HS 140 / 7,5 km              | Alfred Rainer                         | Tomaz Druml                                    | Eric Frenzel                               |
| 9/01/2007                | HS 140 / 15 km                      | Épreuve annulée                       | Épreuve annulée                                | Épreuve annulée                            |
| 9 — 10. Chaux-Neuve      |                                     |                                       |                                                |                                            |
| 13/01/2007               | Sprint HS 97 / 7,5 km               | Jens Gaiser                           | Sébastien Lacroix                              | Dejan Plevnik                              |
| 14/01/2007               | Sprint HS 97 / 15 km                | Jens Gaiser                           | Andreas Hurschler                              | Matthias Menz                              |
| 11 — 12. Val di Fiemme   |                                     |                                       |                                                |                                            |
| 18/01/2006               | Mass-start HS 106 / 10 km           | Jens Kaufmann                         | Marcel Höhlig                                  | Alfred Rainer                              |
| 19/01/2006               | Mass-start HS 106 / 10 km           | Matthias Menz                         | Eric Camerota                                  | Jonathan Felisaz                           |
| 13 — 15. Stryn           |                                     |                                       |                                                |                                            |
| 9/03/2007                | Sprint HS 140 / 7,5 km              | David Zauner                          | Thomas Kjelbotn                                | Mikko Kokslien                             |
| 10/03/2007               | HS 100 / 15 km                      | Einar Uvsløkk                         | Steffen Tepel                                  | Tommy Schmid                               |
| 11/03/2007               | Sprint HS 100 / 7,5 km              | Mikko Kokslien                        | Steffen Tepel                                  | Einar Uvsløkk                              |
| 16 — 18. Kuusamo         |                                     |                                       |                                                |                                            |
| 17/03/2007               | HS 142 / 15 km                      | Marco Kuehne (pl)                     | Einar Uvsløkk                                  | Sébastien Lacroix                          |
| 17/03/2007               | HS 142 / 15 km                      | Einar Uvsløkk                         | Christian Beetz                                | Sébastien Lacroix                          |
| 18/03/2007               | HS 142 / 15 km                      | Einar Uvsløkk                         | Christian Beetz                                | Steffen Tepel                              |